# Cosita rica
Cosita rica es una telenovela venezolana, producida y transmitida por la cadena Venevisión en el año 2003 y 2004. Es una historia original de Leonardo Padrón.
Protagonizada por Fabiola Colmenares y Rafael Novoa, y con las participaciones antagónicas de Chiquinquirá Delgado, Carlos Cruz, Nohely Arteaga y Daniel Alvarado. Cuenta con las actuaciones estelares de Gledys Ibarra y Roberto Lamarca además de la actuación especial de Franklin Virgüez. 
La telenovela fue estrenada el 30 de septiembre de 2003, y terminó el 30 de agosto de 2004.

## Sinopsis
Paula Chacón, o Paula C, como la conocen en el barrio República, es una chica popular y de buenos valores que tiene sueño de ser bailarina. Ayudando a su hermano a trabajar en un importante edificio de Caracas, conoce a Diego Lujan, un joven empresario amante de la poesía, heredero de Empresas Lujan, un emporio de cosméticos. A pesar de su futuro matrimonio con Vicky Cárdenas, una famosa modelo e imagen de la empresa, Diego y Paula se enamoran perdidamente.
Ambos se encuentran en Aruba, luego de que Paula se escapa para un importante casting el día antes de la boda de Diego y Vicky. Allí, juran reunirse en el aeropuerto y comenzar una nueva vida. Una vez Vicky descubre el secreto, sin saber que Paula C es la mujer de quien su novio se enamoró, idea un plan para deshacerse de ella. El día del encuentro, Paula ayuda a un anciano a cargar su equipaje; una vez cruza la línea de inmigración, es detenida por las autoridades, quienes descubren droga en el interior de las maletas. Paula explica que el equipaje pertenece al hombre, pero este ha desaparecido. Ante esto, es enviada a la cárcel por dieciocho meses, y al no poderse comunicar con Diego, ambos se separan y él sigue con su vida con Vicky.
Paula regresa al barrio un año y medio después. Su padre, un expolicía que trabaja como chofer en las Empresas Lujan, le consigue trabajo como maquilladora. Pronto, es contratada para maquillar a una novia, quien resulta ser Vicky. Este día se reencuentra con Diego, quien va a casarse. El día de la boda, Nicomedes Lujan, padre de Diego y presidente de las Empresas Luján, muere inesperadamente. Tras esto, la familia Lujan le dará la bienvenida a Olegario Pérez, el hijo bastardo de Nicomedes, quien hereda la empresa y se convierte en uno de los ejecutivos más poderosos del país.
Olegario, un hombre déspota, machista y mujeriego, llega a Caracas junto con su madre Concordia y alquilan una habitación en casa de los Chacón. Una vez Nicomedes muere, reclama sus derechos como hijo y ambos se instalan en la mansión de los Lujan. Reunido con Paula, se enamora de ella como un niño, y le pide a Diego que lo ayude a conquistarla. Un duelo comienza por el amor de Paula entre los dos hermanos.
Esta también es la historia de dos hermanas gemelas separadas al nacer por circunstancias desconocidas: Verónica, hermana de Diego, es una joven serena y acostumbrada a la fortuna de los Luján; un día, ve en televisión a una joven físicamente idéntica a ella, y junto a su amiga Wendy decide buscar a esta mujer. Ella es María Suspiro Vargas, una chica urbana y desenfadada que quiere ser periodista y creció junto a su madre soltera Prodigio en el barrio República; es novia de Cacique, el hermano de Paula C, un joven soñador que trabaja como buhonero y quiere estudiar para ser arquitecto.
Cuando Verónica sube al barrio a buscar a María Suspiro, es secuestrada por Cachito y El Pegao, dos delincuentes que querían cobrarle una deuda a Cacique. Tras escapar, es encontrada por el novio de su hermana y se enamora perdidamente de él. Por otro lado, María Suspiro es absorbida accidentalmente por el lujoso mundo de Verónica, en el cual pasa desapercibida por el parecido físico de ambas, mas no por su personalidad. Una vez se reúnen, deciden intercambiar vidas: María Suspiro se instala en la mansión de los Lujan, desconociendo que su hermana se enamoró de su novio, y Verónica va al barrio República a vivir con Prodigio, quien guarda un gran secreto sobre por qué ambas hermanas fueron separadas. 
Acompañada de personajes variopintos como La Chata, una mujer radical y explosiva que quiere ser alcaldesa; Mamasanta, la matriarca invidente de la familia Chacón; Patria Mia, inquilina en la casa de los Chacón y vivo ejemplo de la madre soltera latinoamericana; y Nixon, hijo de Patria Mía, amante de las palabras que funge de narrador, esta es una historia enmarcada en una realidad social y política conflictiva que moldeará los ideales y deseos de cada uno. Una historia en la Venezuela a principios de siglo, una historia de dos realidades polarizadas que conviven, chocan y crecen.

## Personajes
- Anexo:Personajes de Cosita Rica

## Reparto
- Fabiola Colmenares - Paula Chacón "Paula C"
- Rafael Novoa - Diego Luján
- Chiquinquirá Delgado - Victoria "Vicky" Cárdenas
- Gledys Ibarra - Patria Mía
- Carlos Cruz - Olegario Pérez
- Maríalejandra Martín - Lara de Santana
- Aroldo Betancourt - Vicente Santana
- Elba Escobar - Concordia Pérez
- Nohely Arteaga - Tiffany Cárdenas
- Daniel Alvarado - Lisandro Fonseca
- Marisa Román - Verónica Luján y María Suspiro Vargas
- Edgar Ramírez - Cacique Chacón
- Tania Sarabia - Mamasanta
- Carlos Villamizar - Plácido Chacón
- Lourdes Valera - Caridad Guaramato "La Chata"
- Roberto Lamarca - Diómedes Crespo
- Beatriz Valdés - Prodigio Vargas
- Ricardo Bianchi - Rodolfo Lima
- Juan Carlos Vivas - Rosendo Guaramato
- Franklin Virgüez - Nicomedes Luján
- Beatriz Vázquez - Sagrario
- Yván Romero - Calixto Mendoza "El Pegao"
- María Antonieta Castillo - Wendy Santana
- Josué Villaé - Guillermo "Guille"
- Ana Castell - Nana Ramona
- Andreina Yépez - Melao' Urbina
- Zair Montes - Dulce María Chacón
- Roque Valero - Ramón Enrique Guaramato “Cachito”
- Mariángel Ruiz - Alegría Méndez
- Liliana Meléndez - Carmen
- José Manuel Suárez - Nixon Urbina
- Adrián Durán - Daniel "Danielito" Santana
- Elisa Escámez - Altagracia
- Guillermo Dávila - Gastón Peña
- Alberto Alifa - Boris Illich
- Athina Klioumi - Tina, la griega
- Rafael Romero - Personaje Dr. Jose Gregorio Hernandez
- Jose Luis Useche - Jesús Del Valle
- Jean Carlos López - Tazón
- Marina Baura - Tentación Luján
- Henry Salvat - Arturo
- Chony Fuentes - Hilda
- Yanis Chimaras - Juan Eleazar "Juancho"
- Ana Karina Manco - Camila
- Johanna Morales - Franelita
- Beba Rojas - Panchita
- Ana María Simon - Dra. Lucy Bonilla
- Henry Soto - Benancio López
- Adolfo Cubas - Mocho Ni Ni
- Luis Gerónimo Abreu - Tomás Mendoza
- Jorge Aravena - Alejandro Amaya
- Rebeca Alemán - Nefertiti
- Umberto Buonocuore - Taxista
- Eva Blanco - Jueza
- Jonathan Montenegro - Jorge y Óscar
- Reinaldo José Pérez -
- Haydee Balza -
- Amilcar Rivero - Hombre de Alcohólicos Anónimos
- Carlota Sosa - Doña Séfora
- Milena Santander - Dueña de la peluquería
- Juan Frankis - Comisario Rondón
- Moncho Martínez - Inspector Rodríguez
- Luis Moros - Doctor / Juez

## Invitados Especiales
- Lila Morillo
- Elvis Crespo
- Franco de Vita
- Desorden Público
- Hermes Ramírez
- Luis Silva
- Giovanni Scutaro
- Kiko Bautista
- Guaco
- Oscar De León
- Daniel Sarcos
- Viviana Gibelli
- Maracaibo 15
- Maite Delgado
- Luis Chataing
- Poetas en Tránsito -Enio Escauriza, Daniel Pradilla-
- Eduardo Marturet
- Rosario
- Osmel Sousa
- Voz Veis
- Mónica Spear
- Marianella Salazar
- Laureano Márquez
- Omar Enrique
- Aquilino José Mata

## Éxito
A pesar de que en Venezuela la telenovela fue un éxito, internacionalmente no fue así, seguramente por su argumento tan regionalista y porque, aunque era una historia romántica, mostraba de frente la realidad de los barrios venezolanos en cuanto a pobreza, necesidad y delincuencia. La novela representó lo que se vivía en aquel entonces (y se sigue viviendo) en los sectores más humildes de Venezuela..

## Emisión
- Es considerada la telenovela más recordada por el público venezolano y la más vista a partir del año 2000, sólo superada años después por "Ciudad Bendita"
- Es la telenovela que obtuvo más patrocinantes durante su emisión y en capítulo final.
- Leonardo Padrón reconoció que ésta es su telenovela más exitosa.
- El béisbol profesional venezolano, ocasionalmente, era interrumpido de 9:00 p. m. a 10:00 p. m. para dar espacio a la telenovela por petición del público.
- La transmisión por Venevisión contó con más de 200 capítulos, pero fue por Venevisión Plus, que fue emitida en el 2009 y 2015, que dio transmitió completamente en su versión original de 270 capítulos.[7]
- Es reconocida como una de las mejores telenovelas de Venevisión en la década del 2000s.[8]

## Versiones
- Venevisión International realizó una versión en el año 2014 llamada Cosita linda, readaptada por Leonardo Padrón, protagonizada por Ana Lorena Sánchez y Christian Meier, y grabada en Los Ángeles (Estados Unidos).[9][10]